# Tina Barrett
Pour les articles homonymes, voir Barrett.

## Biographie
Tina Barrett (née le 16 septembre 1976 à Hammersmith, Londres en Angleterre) est une chanteuse et actrice anglaise. Elle était membre du groupe S Club 7 jusqu'à sa séparation en 2003. Ayant peu de chansons, elle se spécialisait surtout dans la danse. Elle a chanté Love sick, I wanna, Loving the enemy, All fired up, I'll be your woman.

### Carrière
Elle intègre la bande du S Club 7 en 1998 aux côtés de Jo O'Meara, Paul Cattermole, Hannah Spearritt, Rachel Stevens, Bradley McIntosh et Jon Lee.
Le S Club 7 est un groupe de musique pop anglais formé par Simon Fuller, le créateur des Spice Girls. Ce groupe qui va durer jusqu'en 2002, fut aussi créé pour les besoins d'une série télévisée, également intitulée S Club 7. Après le départ de Paul Cattermole, le groupe a continué jusqu'en 2003 sous le nom de S Club.
Entre 1998 et 2002 ils ont enregistré un total de quatre albums studio, sorti onze singles, et vendu plus de quatorze millions d'albums dans le monde entier.
Ils ont par ailleurs obtenu deux Brit Awards : en 2000 pour révélation britannique et en 2002 pour le meilleur single britannique.
En 2014, le S Club 7 se reforme le temps d'une représentation pour la BBC Children in Need où ils interprètent un medley de leurs plus grands hits. 
En 2015, le groupe fait son grand retour sur scène à l'occasion d'une tournée au Royaume-Uni intitulé : Bring It All Back – 2015 Arena Tour.
Février 2023, le groupe annonce qu'une tournée est prévue à l'occasion des 25 ans de S Club 7 à l'automne 2023.
Celle-ci se fera sans Paul Cattermole , décédé en avril 2023 des suites de problèmes cardiaques et sans Hannah Spearritt qui décide de ne plus y participer. 
Les membres du groupe lui dédient cette tournée appelée Good Times Tour, référence à une chanson interprétée par Paul, un hommage lui est rendu lors de chaque représentation.

## Filmographie

### Serie télévisée
- 1999 - 2003 : S Club 7 : Tina Barrett

### Films
- 2003 : Seeing Double de Nigel Dick : Tina Barrett[4]

## Discographie

### Avec le S Club 7
- 1999 : S Club
- 2000 : 7
- 2001 : Sunshine
- 2002 : Seeing Double
- 2003 : Best - The Greatest Hits Of S Club 7

### Solo
- 2011 : TBA